# حلقه‌زنی (سیگنال)

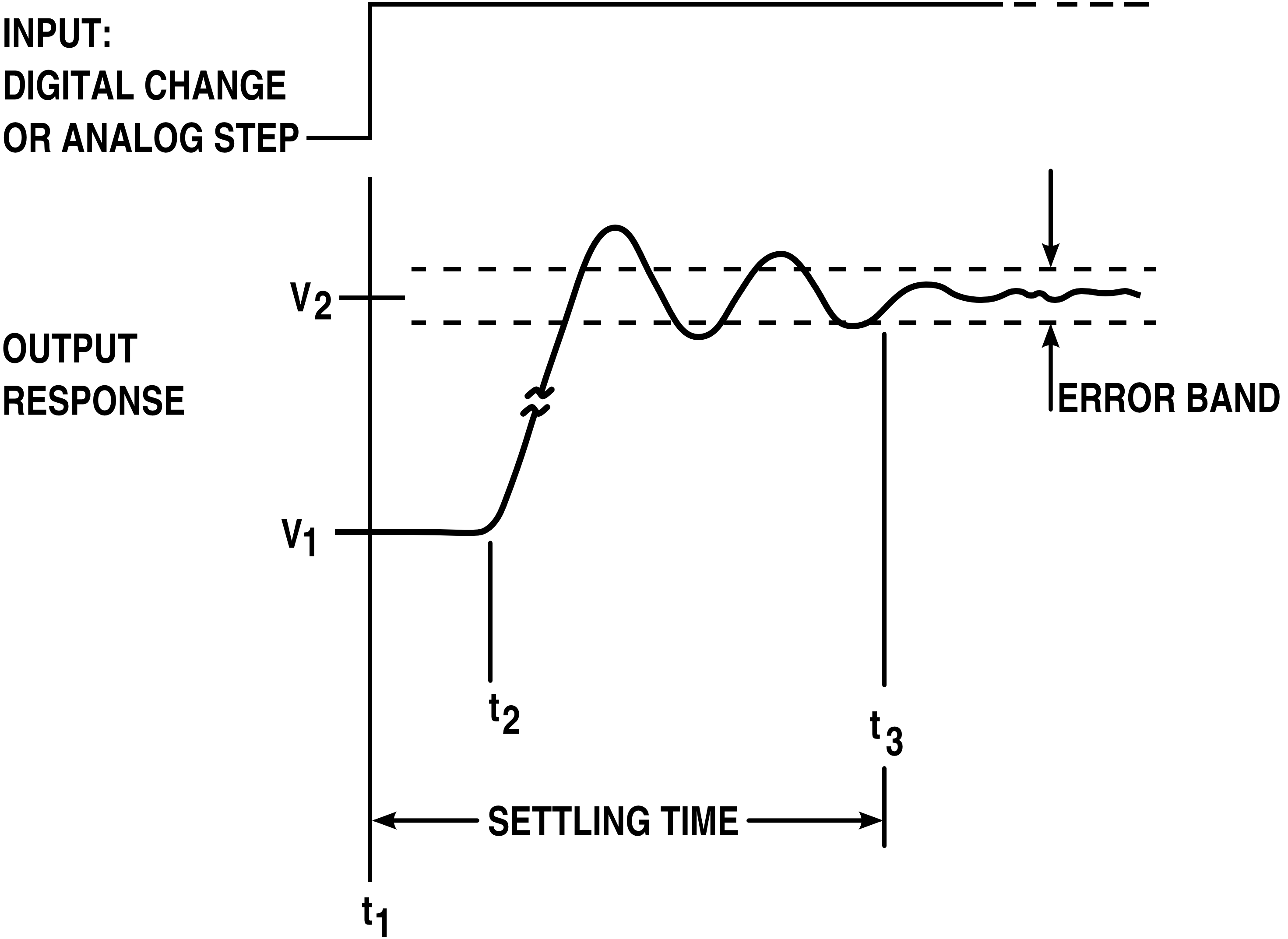
تصویری از فراجهش، به دنبال آن زمان حلقه‌زنی و زمان نشست.

در الکترونیک، پردازش سیگنال و ویدیو، حلقه‌زنی (به انگلیسی: ringing) یا رینگینگ نوسان یک سیگنال است، به ویژه در پاسخ پله (پاسخ به تغییر ناگهانی در ورودی). اغلب حلقه‌زنی نامطلوب است، اما نه همیشه، مانند مورد تزویج القایی تشدیدی. به نوسان‌آونگی نیز معروف است. این ارتباط نزدیکی با فراجهش دارد، اغلب به‌عنوان پاسخ میرایی به‌دنبال فراجهش یا فروجهش برانگیخته‌شده‌است، و بنابراین این اصطلاحات گاهی با هم ترکیب می‌شوند.
به‌ویژه در الکتریسیته یا در پاسخ حوزه فرکانس به عنوان ریپل نیز شناخته می‌شود.

## برق
در مدارهای الکتریکی، حلقه‌زنی یک نوسان ناخواسته یک ولتاژ یا جریان است. زمانی اتفاق می‌افتد که یک پالس الکتریکی باعث می‌شود که خازن‌ها و القاکنایی‌های مزاحم در مدار (یعنی آن‌هایی که بخشی از طراحی نیستند، بلکه فقط محصولات جانبی مواد مورد استفاده برای ساخت مدار هستند) در فرکانس مشخصه خود تشدید شوند. پردازش‌مانندهای حلقه‌زنی نیز در امواج مربعی وجود دارند. پدیده گیبس را ببینید.

## ویدئو
در مدارهای ویدئویی، حلقه‌زنی الکتریکی باعث ایجاد شبح تکرارشده نزدیک به یک لبه عمودی یا قطری می‌شود که در آن تاریکی به روشنی یا برعکس تغییر می‌کند و از چپ به راست می‌رود. در یک CRT، پرتو الکترونی پس از تغییرکردن از تاریکی به روشنی یا برعکس، به جای اینکه به سرعت به شدت موردنظر تغییرکند و در آنجا بماند، چند بار فراجهش و فروجهش می‌شود. این پرش‌کردن می‌تواند در هرجایی از لوازم الکترونیکی یا کابل‌کشی اتفاق بیفتد و اغلب به دلیل تنظیم‌کردن بیش‌ازحد زیاد یا تأکید بر کنترل وضوح ایجاد می‌شود.

## صوتی
حلقه‌زدن می‌تواند تجهیزات صوتی را از راه‌های گوناگون تحت تأثیر قرار دهد. تقویت‌کننده‌های صوتی بسته به طراحی‌شان می‌توانند حلقه‌زنی تولیدکنند، اگرچه گذارهایی که می‌توانند چنین حلقه‌زنی ایجاد کنند به ندرت در سیگنال‌های صوتی رخ می‌دهند.

## پردازش سیگنال
در پردازش سیگنال، «حلقه‌زنی» ممکن است به پردازش‌مانندهای حلقه‌زنی اشاره داشته باشد: سیگنال‌های کاذب نزدیک به گذارهای تیز. اینها دلایل مختلفی دارند و به عنوان مثال در فشرده‌سازی جی‌پِگ و به عنوان پیش-پژواک در برخی از فشرده‌سازی صوت رخ می‌دهند.